# David Morris (Politiker)
David Morris (* 28. Januar 1930 in Kidderminster; † 24. Januar 2007) war ein britischer (walisischer) Politiker der Labour-Partei und Friedensaktivist.

## Leben und Karriere
Morris wurde in Kidderminster geboren und von einer walisischen Familie adoptiert. Als junger Mann arbeitete er in einer Stahlfabrik in Llanelli, in Südwales. Bereits mit 15 Jahren trat er in die Labour Partei ein.
Von 1984 bis 1999 war er Abgeordneter des Europaparlaments, zunächst bis 1994 für „Mid and West Wales“ danach für „South Wales West“.